# Mount Pleasant (Wisconsin)
Mount Pleasant es una villa ubicada en el condado de Racine en el estado estadounidense de Wisconsin. En el Censo de 2010 tenía una población de 26.197 habitantes y una densidad poblacional de 286,17 personas por km².

## Geografía
Mount Pleasant se encuentra ubicada en las coordenadas 42°42′31″N 87°53′4″O / 42.70861, -87.88444. Según la Oficina del Censo de los Estados Unidos, Mount Pleasant tiene una superficie total de 91.54 km², de la cual 87.35 km² corresponden a tierra firme y (4.57%) 4.19 km² es agua.

## Demografía
Según el censo de 2010, había 26.197 personas residiendo en Mount Pleasant. La densidad de población era de 286,17 hab./km². De los 26.197 habitantes, Mount Pleasant estaba compuesto por el 85.98% blancos, el 6.69% eran afroamericanos, el 0.22% eran amerindios, el 2.14% eran asiáticos, el 0.02% eran isleños del Pacífico, el 2.94% eran de otras razas y el 2.02% pertenecían a dos o más razas. Del total de la población el 8.33% eran hispanos o latinos de cualquier raza.